# Mariage homosexuel en Slovénie
Le mariage homosexuel est autorisé en Slovénie depuis le 9 juillet 2022 après une décision de la Cour constitutionnelle slovène.  
Trois référendums, tenus successivement en 2002, 2012 et 2015, avaient auparavant bloqué toute extension du mariage aux couples de même sexe dans le pays.

## Histoire
L'union civile était auparavant ouverte aux couples de même sexe. Un projet de réforme du code de la famille autorisant l'ouverture du mariage au couple de même sexe a été en discussion en 2011, mais une version amendée du projet, n'autorisant l'adoption que pour les enfants du conjoint, a été rejetée par référendum en 2012 par 55 % des électeurs slovènes.
Le 3 mars 2015, le Parlement approuve une loi ouvrant le mariage aux homosexuels, par 51 voix contre 28. La loi devait être signée par le président avant d'entrer en vigueur mais un référendum révocatoire tenu le 20 décembre 2015 provoque son annulation. Cependant, les opposants à la loi lancent une pétition qui recueille les 40 000 signatures nécessaires afin que soit organisé un référendum d’initiative populaire sur la question. À l’issue du référendum qui se tient le 20 décembre 2015, avec une faible participation de 35,65 %, le projet est rejeté par 63 % de « non ».
La Slovénie devient le trente-deuxième pays au monde à légaliser le mariage pour tous, après une décision de la cour constitutionnelle slovène jugeant le 9 juillet 2022 que l'interdiction du mariage pour les couples de même sexe est inconstitutionnelle. La décision, effective immédiatement, laisse six mois au gouvernement pour introduire une législation d'application. Le gouvernement slovène annonce dans la foulée qu'un projet de loi sera adopté en conformité avec la décision de la cour constitutionnelle, ce qui est fait le 18 octobre suivant par un vote du parlement qui réunit 51 voix pour et 24 contre.
À la suite de cette légalisation, la Slovénie est l'un des premiers pays anciennement communistes et le premier pays anciennement inclus dans la République fédérative socialiste de Yougoslavie à autoriser le mariage homosexuel.